# Making Love out of Nothing at All
A Making Love out of Nothing at All Jim Steinman dala. Eredetileg az Air Supply együttesnek írta 1983-ban. Abban az időben a toplisták első helyére került a dal majd aztán helyet cserélt a Total Eclipse Of The Heart című dallal, így 1983-ban a két Steinman dal foglalta el a slágerlisták első és második helyét.(Air Supply - Making Love Out Of Nothing At All video).

## A dalról
1995-ben Steinman Bonnie Tylerrel dolgozik a Free Spirit album elkészítésében. Steinman átírja a dalt és a zenét Bonnie-nak, és megszületik az újrahangszerelt Making Love 7:52 mp hosszúságban. A dalban Maria Callas énekli a vokál áriát. Miután megjelenik a nagylemez, az első kislemezt rögtön ebből a dalból készítik. Egy videóklipet is forgatnak hozzá (Making Love Out Of Nothing At All video) és a rádiók is elkezdik játszani a dalt. A brit Top Of The Pops listán a 45. helyre kerül. Több európai ország slágerlistájára is felkerül a dal. Szinte minden kritikus a Bonnie Tyler féle 8 perces verziót tartja a legjobb feldolgozásnak. A dalt később Steinman átírta a The Dream Engine című musicalébe és 2007-ben a Mr és Mrs Smith című filmben is felcsendül. 
Kritikusok szerint a dal Bonnie előadásában a Total Eclipse Of The Heart-tal versenyez.

## A produkció
- Zene és szöveg: Jim Steinman
- Producer: Jim Steinman
- Co-Producer: Steven Rinkoff
- Szervező: Jim Steinman, Jeff Bova
- Szerkesztő: Steven Rinkoff
- Hangmérnök: Dan Gellert
- Rendezőasszisztens: Scott Austin, Tony Black
- Produkciós koordinátor: Don Ketteler
- Mix: Tony Philips (The Hit Factory NY)
- Steinman asszisztense: Charles Vasoll
- Masterizálás: Ted Jensen (Sterling Sound NY)
- Billentyűk és programozás: Jeff Bova
- Dobok: Jimmy Bralover
- Gitár: Eddie Martinez
- Vokál: Eric Troyer, Kasim Sultan, Glen Burtnik

## Verziók
- Németország

| # | Dalcím                                             | Zeneszerző     | Producer       | Hossz |
| - | -------------------------------------------------- | -------------- | -------------- | ----- |
| 1 | Making Love out of Nothing at all (Schnauzer Plus) | Jim Steinman   | Jim Steinman   | 4:38  |
| 2 | Driving Me Wild                                    | Stuart Emerson | Stuart Emerson | 5:15  |
| 3 | Making Love out of Nothing at all (Rescue Edit)    | Jim Steinman   | Jim Steinman   | 5:24  |

- Németország; Nagy Britannia

| # | Dalcím                                                        | Zeneszerző     | Producer       | Hossz |
| - | ------------------------------------------------------------- | -------------- | -------------- | ----- |
| 1 | Making Love out of Nothing at all (Midget Plus Radio Version) | Jim Steinman   | Jim Steinman   | 4:14  |
| 2 | Driving Me Wild                                               | Stuart Emerson | Stuart Emerson | 5:15  |
| 3 | Making Love out of Nothing at all (Long Version)              | Jim Steinman   | Jim Steinman   | 5:24  |

- Németország; Nagy Britannia; USA

| # | Dalcím                                             | Zeneszerző   | Producer     | Hossz |
| - | -------------------------------------------------- | ------------ | ------------ | ----- |
| 1 | Making Love out of Nothing at all (Radio Version)  | Jim Steinman | Jim Steinman | 4:17  |
| 2 | Making Love out of Nothing at all (Schnauzer Plus) | Jim Steinman | Jim Steinman | 4:38  |
| 3 | Making Love out of Nothing at all (Rescue Edit)    | Jim Steinman | Jim Steinman | 5:24  |

## Toplista
| Chart (1995) | Csúcspozíció |
| ------------ | ------------ |
| Belgium      | 2            |
| Hollandia    | 14           |
| UK           | 45           |

## Videó
- Making Love video